# L'Instant durable
L'Instant Durable est un éditeur français de maquettes en carton de structures architecturales. La maison d'édition Société Presse Régie Édition Publicité (SOPREP), basée à Clermont-Ferrand, ferme en 2016.

## Historique
Les éditions L’Instant Durable reprennent la tradition de constructions de maquettes d’architecture en papier à partir de planches à découper proposées au XIXe siècle par l'imagerie d'Épinal.
Elles créent le concept de livre-maquette : les planches à découper sont rassemblées dans un livre comportant un texte historique sur le monument à construire, qui est traduit en plusieurs langues. Tous les monuments sont représentés à une échelle similaire (1/250ème ou, plus rarement, le 1/500ème).
En 1983, la collection Architecture et Modélisme débute avec le premier titre sur le château de Chenonceau.
À partir de 1984, plusieurs titres sortent chaque année, nécessitant chacun deux ans de préparation. Jacques Martin (créateur des personnages de BD Alix et Enak) participe notamment à l'illustration.
En 1986 sont commercialisées des cartes postales-maquettes à découper représentant des monuments célèbres du monde, surtout de monuments européens, ainsi que des figurines historiques.
En 1991, en complément des maquettes à construire consacrées à l’architecture, est commercialisée la collection Grand Angle comprenant des thèmes de maquettes plus variés[réf. souhaitée].
En 1998 est produit la collection Compas, comprenant des livres sur l’art et l’architecture sous forme de mini encyclopédie, dans lequel François Taillandier a notamment participé[réf. souhaitée].
L'entreprise est placée en 2016 en liquidation judiciaire[réf. souhaitée].

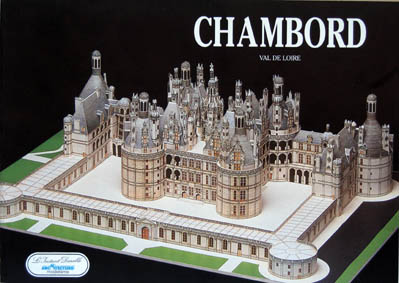
Couverture du livre-maquette ayant pour thème le Château de Chambord.
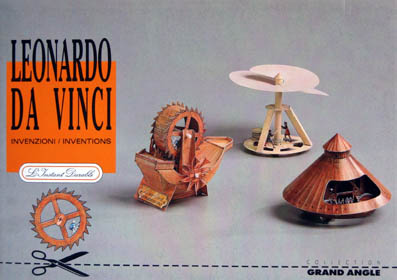
Couverture du livre Leonardo da Vinci, 3 inventions
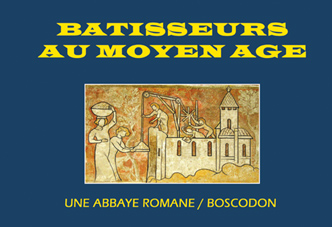
Couverture du livre Bâtisseurs au Moyen Âge